# 北海道道483号苫前港線
北海道道483号苫前港線（ほっかいどうどう483ごう とままえこうせん）は、北海道苫前郡苫前町内を結ぶ一般道道（北海道道）である。

## 概要

### 路線データ
- 起点：北海道苫前郡苫前町字苫前（苫前漁港）
- 終点：北海道苫前郡苫前町字苫前（国道232号交点）
- 総延長：0.760 km
- 実延長：0.750 km
- 重用延長：0.010 km

### 道路管理者
- 留萌振興局 留萌建設管理部 羽幌出張所

## 歴史
- 1965年（昭和40年）3月26日 - 路線認定[1]。

## 地理

### 通過する自治体
- 留萌振興局
  - 苫前郡苫前町

### 交差する道路
- 苫前町
  - 国道232号 - 字苫前（終点）